# Bellcaire d'Urgell (kommun)
Bellcaire d'Urgell är en kommun i Spanien.   Den ligger i provinsen Província de Lleida och regionen Katalonien, i den östra delen av landet, 400 km öster om huvudstaden Madrid. Antalet invånare är 1 350. Arean är 31 kvadratkilometer. Bellcaire d'Urgell gränsar till Balaguer, La Sentiu de Sió, Cubells, Montgai, Bellmunt d'Urgell, Penelles, Linyola, Bellvís och Vallfogona de Balaguer. 
Terrängen i Bellcaire d'Urgell är platt.